# Golden retriever
A golden retriever (magyarul arany retriever) skót eredetű, középtermetű elhozó vadászkutya. Gyakran alkalmazzák segítőkutyaként, de kedves, barátságos természete miatt a városlakók körében is népszerű háziállat.

## Kialakulása
Származási helye Nagy-Britannia. Kialakulása Lord Tweedmouth nevéhez fűződik.
Többféle elmélet is létezik kialakulására:
- Sárga retrievert kereszteztek egy májszínű Tweed Water Spániellel.
- Sárga labrador retrieverből, Ír szetterből és Tweed spánielből alakult ki.
- Tweed spánielből és könnyebb felépítésű Újfoundlandiból alakult ki.
- Orosz cirkuszi kutya.

1913-ban választották külön a színük szerint; 1920-ban fogadta el az FCI mint önálló fajtát.

## Előnyei
- Játékos
- Kiváló vadászkutya
- Szelíd pajtása a gyerekeknek
- Hibátlan temperamentumú
- Intelligens
- Könnyen képezhető
- Elsőrangú kiállítási eb
- Jó családi kedvenc, szereti a gyerekeket

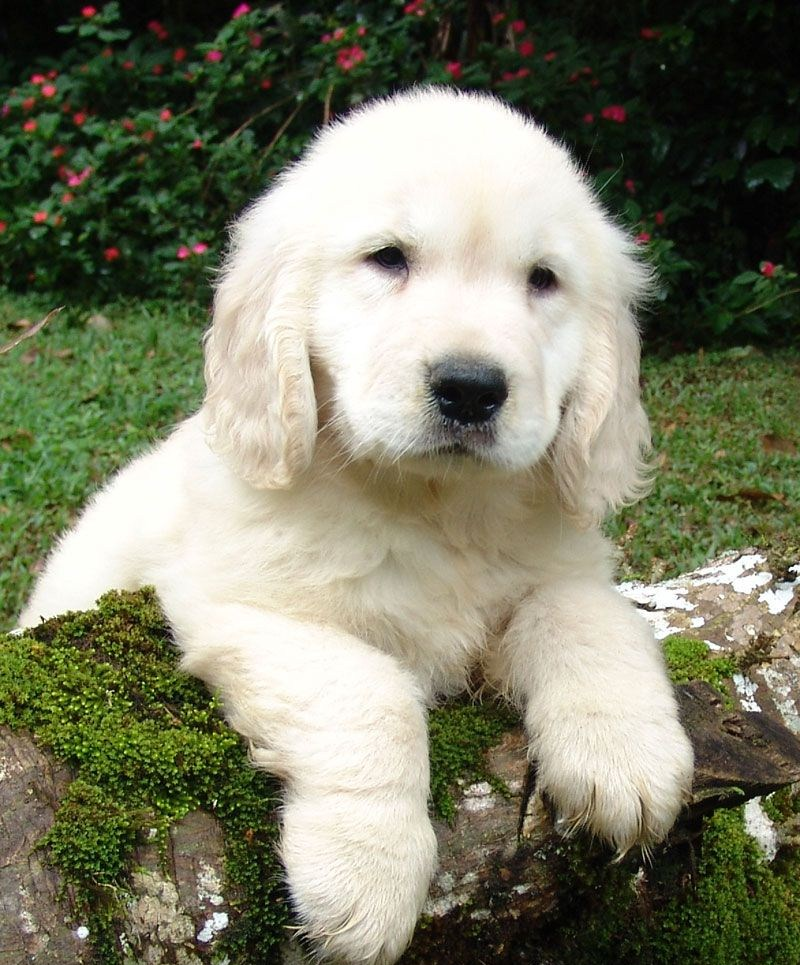

- Elegáns, mindenkivel barátságos
- Energikus
- Gyors, jó a szaglása
- Nagy a mozgásigénye

## Típusai
- Munkatípus: könnyedebb felépítésű. Vékonyabb, hosszabb fej, sötétebb szőrszín, élénk temperamentum, karcsúbb, ruganyosabb, gyorsabb.
- Kiállítási típus: dúsabb, hosszabb szőrzet, robusztusabb felépítés, világosabb szőrszín, határozottabb.
- Európai típus: Szőrszíne az arany világosabb árnyalata. Rövidebb szőrű, mint az amerikai. Lába rövidebb az amerikainál, így megjelenése zömökebb. Jól pigmentált. Jó szögellésű elöl, hátul.
- Amerikai típus: orr és fej része finomabb. Színe középarany, rézvörös, de sosem krém. Mellső szögellései szerényebbek, hátul olykor túlszögelt.

## Általános megjelenés

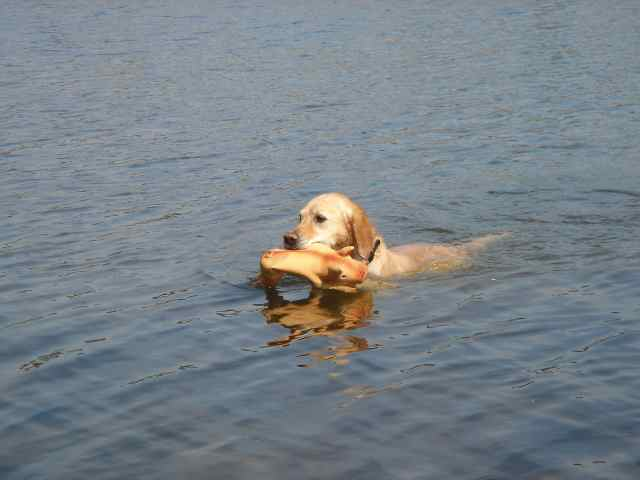
Kiváló vízi vadász

### Megjelenése
Szimmetrikus, harmonikus, erőteljes, barátságos.

### Karaktere
Engedelmes, természetes hajlammal a munkára, barátságos emberekkel, állatokkal. Bizalommal teli, szeretetreméltó.

### Tulajdonságai

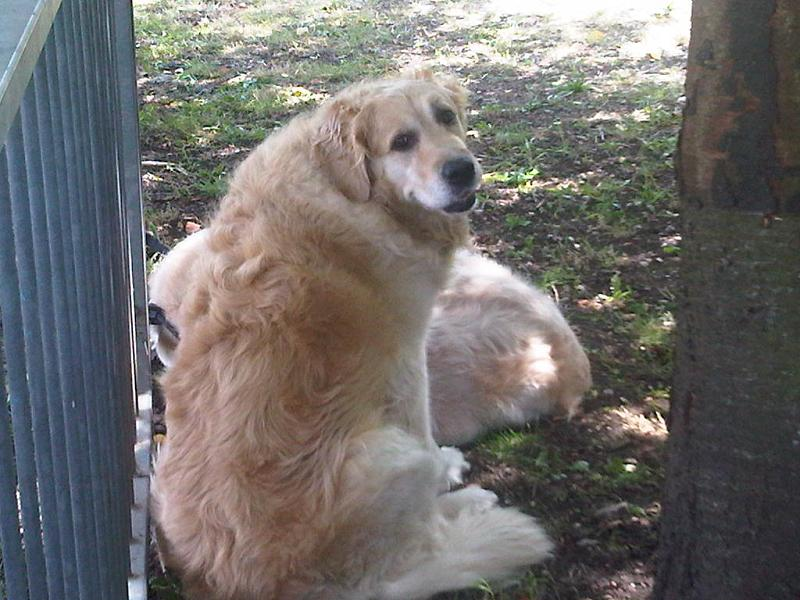

- Rendkívül barátságos fajta, ezért kiváló családi kutya, és jó választás gyerek mellé.
- Nagyon ragaszkodik gazdájához, gyorsan tanul.

#### Marmagassága
- Kan: 56–61 cm,
- Szuka: 51–56 cm

A mellcsonttól a farig mért hossz enyhén nagyobb, mint a marmagasság, 12:11 arányban.

#### Tömege
- Kan: 29–36 kg
- Szuka: 27–33 kg

#### Külseje
Színei: nevéből adódóan a golden, azaz arany szín árnyalatai - krém színűtől a sötétebb aranyig. "Fehér" vagy "barna" árnyalat nincsen.

## Mozgásigénye
Mindennap legalább egyórás sétáltatásra, azonkívül futtatásra van szüksége. Tartására kertes ház javasolt, bár a városi élethez is könnyen alkalmazkodik. Ha megfelelően törődnek vele (helyes táplálás, szőrzet és karom karbantartás, helyes és határozott nevelés) és mozgásigénye ki van elégítve (napi legalább fél órás intenzív mozgás, sétáltatás; hetente több km-es túrák), a lakásban, panelben tartáshoz is alkalmazkodik, de nem ez az ideális környezet számára.

## Híres kennelek
A Camrose kennel a világ leghíresebb kennele. Golden Camrose Tess a Camrose kennel alapító szukája volt, minden golden, akinek ősei között szerepel Camrose kutya, tőle származik (ilyen a legtöbb mai Golden).

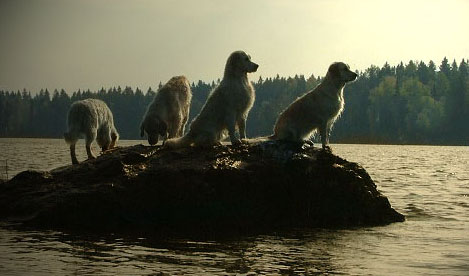
Golden retrieverek